# Пауль Вітгенштайн
Па́уль Ві́тгенштайн (нім. Paul Wittgenstein; 5 листопада 1887, Відень — 3 березня 1961, поселення Манхессет, округ Нассау, Нью-Йорк, США) — австрійський і американський піаніст, брат філософа Людвіга Вітгенштайна.

## Біографія
Пауль Вітгенштайн народився у родині австрійського магната сталеваріння єврейського походження Карла Вітгенштайна.
Навчався грі на фортепіано в Мальвіни Бре і Теодора Лешетицького, теорії музики — в Йозефа Лабора.
Пауль Вітгенштайн дебютував з концертом у 1913 році у Відні, але вже наступного року, з початком Першої світової війни, пішов на фронт. Був тяжко поранений і втратив праву руку, однак поновив концертну кар'єру і досяг виняткової майстерності, граючи однією лівою рукою. Віртуозне володіння піаністською технікою дозволило Вітгенштайну успішно виконувати твори, що під силу для виконання лише піаністам з обома руками.
П.Вітгенштайн чимало гастролював Європою, граючи власні переробки класичного репертуару для лівої руки. У різний час спеціально для Вітгенштайна були написані твори композиторів — його сучасників, в тому числі «Парергон до „Домашньої симфонії“» і «Хода панафенянок» Р. Штрауса, Концерт № 2 М. Равеля, «Diversions» Б. Бріттена, Концерт № 4 С. Прокоф'єва, Другий фортепіанний концерт українського композитора С. Борткевича, твори Е. Корнгольда, Ф. Шмідта, Й. Лабора тощо.
Від 1931 по 1938 роки П. Вітгенштайн викладав у Відні, а у 1934 році вперше вирушив на гастролі за океан — у канадському Монреалі виконав Другий концерт Равеля, потому з цією ж програмою виступив у США — Бостоні і Нью-Йорку з Бостонським симфонічним оркестром.
У 1938 році піаніст емігрував до США, де продовжував викладати як у приватний спосіб, так і в Консерваторії Нью-Рошель і коледжі в Манхеттенвілі. У 1958 році Філадельфійською музичною академією Вітгенштайну було присвоєно звання Доктора музики.
Вітгенштайн є автором «Школи для лівої руки», що вийшла друком у Лондоні в 1957 році.
Життєвий шлях піаніста ліг у основу роману Джона Барчилона «Кронпринц» (The Crown Prince, 1984)
Пауль Вітґенштайн є головною дієвою особою роману Томаса Бернгарда «Небіж Вітґенштайна».